# BlueSpice MediaWiki
BlueSpice MediaWiki — бесплатный вики-движок на базе MediaWiki и с лицензией GNU General Public License. Он специально разработан для предприятий как дистрибутив вики-продукции для MediaWiki, и используется в более чем 150 странах.

## Издания
BlueSpice публикуется в двух редакциях:
- BlueSpice Free — бесплатная версия для решения начального уровня для бизнеса. Он обеспечивает функциональную добавленную стоимость для администраторов и пользователей вики.
- BlueSpice Pro — критически важное для бизнеса решение с комплексными функциями, растущее число доступных расширений и долгосрочная поддержка — обновления и исправления.

Оба издания представляют собой коллекции программного обеспечения, которые основаны на MediaWiki. Расширения разработаны Hallo Welt! GmbH, её технологических партнеров или независимых разработчиков MediaWiki.

## Функциональность
Некоторые особенности BlueSpice:
- Редактирование: редактирование без каких-либо знаний вики-кода (WYSIWYG). Это делает создание таблиц, а также загрузку и вставку изображений проще, чем в MediaWiki[3].
- Поиск и навигация: расширенный поиск (Apache Lucene) предлагает улучшенные функции поиска, такие как фасетный поиск. Результаты поиска могут быть дополнительно отсортированы или отфильтрованы по категориям, пространству имен, автору, типу данных и так далее. Также выполняются поиск любых прикреплённых файлов. Он также предоставляет общие функции, такие как автозаполнение и поиск по типу. Навигацию можно настроить с помощью панели инструментов или пользовательских боковых панелей.
- Администрирование: Удобное управление пользователями, пространствами имен, группами, правами и настройками.
- Инструменты обеспечения качества и обзора: страницы, например, могут быть назначены для рецензирования. Это позволяет проверять статьи.
- Метаданные и семантика: анализ и работа с метаданными.

## Технология
BlueSpice написан на языке программирования PHP и использует MySQL, Apache/IIS, Tomcat (необязательно). Эти выпуски могут быть установлены поверх существующей установки MediaWiki или как отдельная установка, которая включает MediaWiki.
Распространение — это набор расширений, который может быть расширен с помощью пользовательских функций или тем оформления. В то время, как каждое отдельное расширение может быть дезактивировано, выпуски BlueSpice объединяют и стандартизуют расширения, чтобы улучшить работу пользователей и обслуживание.

## Лицензирование
Согласно стандарту MediaWiki, все расширения публикуются под лицензией GPL 2+.

## История
Немецкая компания Hallo Welt! работает над разработкой программного обеспечения с открытым исходным кодом BlueSpice с 2007 года. Первоначально проект был назван IBM («bluepedia»), но не смог существовать из-за недостатков.
В 2011 году Hallo Welt! решили опубликовать свой вики-движок как бесплатное ПО с открытым исходным кодом. Стабильная версия BlueSpice MediaWiki была выпущена 4 июля 2011 года. С этого момента в SourceForge была доступна бесплатная загрузка. Первый выпуск BlueSpice был несколькими расширениями и сегодня является полным автономным дистрибутивом, который имеет новейшую MediaWiki как основную систему, но предлагает в бесплатной версии более 50 различных расширений и совершенно другой пользовательский интерфейс. После независимых источников бесплатное распространение BlueSpice является одним из самых популярных вики-движков для управления знаниями в организациях.
Осенью 2013 года Hallo Welt! выпустила полностью переработанную версию BlueSpice 2. Согласно разработчикам BlueSpice, этот выпуск предназначен для открытия BlueSpice для независимых разработчиков в глобальном сообществе MediaWiki и закладывает основу для многих новых языковых версий.
В 2014 году, BlueSpice MediaWiki стал проектом для перевода в Translatewiki.net. В январе 2015 года разработчики объявили, что они изменятся на модель подписки.

## История версий
| Кодовое имя | Версия | Дата релиза | Значимые изменения |
| ----------- | ------ | ----------- | --- |
| BlueSpice 1 | basic  | 2010-11-17  | |
| BlueSpice 1 | 1.0.1  | 2011-09-07  | |
| BlueSpice 1 | 1.1    | 2012-03-15  | Повышение производительности, поддержка баз данных postgreSQL и Oracle |
| BlueSpice 1 | 1.20.0 | 2012-12-21  | |
| BlueSpice 1 | 1.20.1 | 2013-01-17  | |
| BlueSpice 1 | 1.21.0 | 2013-06-12  | |
| BlueSpice 2 | 2.22.0 | 2013-11-27  | Полностью переработанная тема оформления, переработанный PermissionManager и UserManager, новая инфраструктура интернационализации, FlexiSkin, Dashboards, расширение уведомлений, StateBar (с «подобными страницами»)                                                     |
| BlueSpice 2 | 2.22.1 | 2014-02-13  | |
| BlueSpice 2 | 2.22.2 | 2014-05-08  | |
| BlueSpice 2 | 2.23.0 | 2014-12-09  | Интегрированный инсталлятор пакетов для MediaWiki и BlueSpice, поддержка MobileFrontend, перезапись скинов, поддержка кэширования memcached, переводы на более чем 40 языках, переработанная локализация, контекстные меню                                                 |
| BlueSpice 2 | 2.23.1 | 2015-06-25  | |
| BlueSpice 2 | 2.23.2 | 2015-11-30  | Улучшена интеграция Semantic MediaWiki и BlueSpice, совместимость с VisualEditor от MediaWiki |
| BlueSpice 2 | 2.23.3 | 2016-05-31  | |
| BlueSpice 2 | 2.27.0 | 2016-11-09  | Новые расширения: PageAssignments, Showtime и ReadConfirmation. Многие функциональные улучшения пакета WikiFarm. Полная совместимость с MediaWiki 1.27 |
| BlueSpice 2 | 2.27.1 | 2017-04-06  | ExtendedFileList, CategoryManager, Logged Reviews, проверка с семантическими свойствами, совместимость с PHP7 |
| BlueSpice 2 | 2.27.2 | 2017-07-20  | Обновленный визуальный редактор, Вставка шаблонов, фильтрация всех специальных страниц, пересмотренный диспетчер разрешений с новой функцией мыши, ежедневные или еженедельные комбинированные уведомления, вставка подписей, интеграция и визуализация динамических карт. |
| BlueSpice 2 | 2.27.3 | 2018-04-18  | |

## Клиенты и партнёры
Desertec, компания возобновляемых источников энергии, использует BlueSpice в качестве платформы для совместной работы. Кроме того, XTREMEtech и HAVI Logistics используют BlueSpice как внутреннюю или общедоступную вики.